# Château de Guermange
Le château de Guermange est un château situé en France sur la commune de Guermange, dans le département de la Moselle en région Grand Est.
Le monument fait l’objet d’une inscription au titre des monuments historiques depuis le 26 décembre 1980 pour les façades et les toitures des deux pavillons d'angle du parc.

## Historique
Le château de Guermange est édifié au XIIe siècle pour surveiller la cornée de l'étang de Lindre. Il est restauré et agrandi entre 1544 et 1547 par Hans de Guermange.
L'étang de Lindre, fut propriété des ducs de Lorraine, du roi de France, puis de la famille de Custine, et devint bien national en 1790.
La vente du patrimoine d'Adam-Philippe, comte de Custine, en 1793 permet de connaître une partie de ses biens en détail. Le 1er septembre 1807, il est vendu à Masson "capitaliste" de la région. Son fils, Antoine Achille, épouse Adélaïde Joséphine Bachasson de Montalivet, descendante d'un général d'Empire, et poursuit la politique d'acquisitions de son père autour de l'étang avec l'achat en 1856 de la terre de Guermange de Théodore Davillier. L'ensemble est confié à des fermiers, sous la direction d'un régisseur-administrateur. En 1908, les quatre héritiers Masson de Montalivet décident de s'associer et constituent la Société des Domaines de Lindre, Guermange et Dordhal. En 1974, les héritiers Montalivet, vendent l'ensemble des biens de Lindre. Le département de la Moselle achète les treize étangs des Domaines, le « château » et la « Maison franche » – cette dernière est revendue quelques années plus tard. Il en fait une réserve naturelle protégée, incluse dans le parc naturel régional de Lorraine.
Le nouveau château est édifié au XVIIIe siècle et reconstruit en partie au XIXe siècle. Pendant la Seconde guerre mondiale il sert d'hôpital militaire allemand, de camp de jeunes filles allemandes. Pendant cette période il est restauré par les allemands. La ferme du château est édifiée au XVIIIe siècle, et la grange-écurie au début du XIXe siècle. La grange écurie a une date portée, 1803 sur le linteau de la porte charretière et AN XII sur la seconde porte de grange.